# شیطان را بران
شیطان را بران (انگلیسی: Beat the Devil) فیلمی ماجراجویی و کمدی محصول سال ۱۹۵۳ به کارگردانی جان هیوستون است که با بازی هامفری بوگارت، جنیفر جونز و جینا لولوبریجیدا (در نخستین حضورش در سینمای آمریکا) ساخته شد. هیوستون و ترومن کاپوتی فیلم‌نامه را با اقتباس آزاد از رمان سال ۱۹۵۱ به همین نام نوشتهٔ روزنامه‌نگار بریتانیایی کلاود کاکبورن (با نام مستعار جیمز هلویک) نوشتند. هیوستون این فیلم را نوعی هجویهٔ آزاد از فیلم خود در سال ۱۹۴۱، یعنی شاهین مالت، می‌دانست، فیلمی که در آن نیز بوگارت بازی کرده بود. کاپوتی گفته بود: «جان [هیوستون] و من تصمیم گرفتیم با داستان شوخی کنیم، با آن مثل یک هجویه رفتار کنیم. به‌جای ساختن نسخه‌ای دیگر از شاهین مالت، آن را بدل کردیم به یک… [هجو] از این‌گونه فیلم‌ها.»
فیلم‌نامه به‌صورت روزانه در حین فیلم‌برداری نوشته می‌شد و دربارهٔ ماجراجویی گروهی کلاه‌بردار و هم‌دستانشان است که تلاش می‌کنند مالک زمین‌هایی غنی از اورانیوم در کنیای مستعمره شوند، در حالی‌که در بندری کوچک در ایتالیا منتظرند تا سوار آزادپیما شوند و به مومباسا بروند.
هامفری بوگارت هرگز نظر خوبی نسبت به این فیلمِ خود نداشت که شاید یک دلیل آن، شکست تجاری فیلم و ضرر مالی‌ای بود که او به عنوان یکی از تهیه‌کنندگان فیلم متحمل شد. او در جایی، دربارهٔ این فیلم گفته است: «فقط حقه‌بازها از این فیلم خوششان می‌آید.»

## داستان
بیلی دانریوتر، آمریکایی‌ای است که زمانی ثروتمند بوده و اکنون روزگار سختی را می‌گذراند. او به‌ناچار با چهار تبهکار همکاری می‌کند: پیترسون، جولیوس اوهارا، سرگرد جک راس و راولو، که در تلاش‌اند زمین‌های سرشار از اورانیوم در آفریقای شرقی بریتانیا را تصاحب کنند. بیلی گمان می‌برد که سرگرد راس یک افسر بریتانیایی مستعمراتی را که می‌خواست نقشه‌شان را افشا کند، به قتل رسانده باشد. در حالی‌که منتظر سفر به آفریقا در ایتالیا هستند، بیلی و همسرش ماریا با زوجی بریتانیایی به نام هری و گوئندولن چلم آشنا می‌شوند که آن‌ها نیز قصد سفر با همان کشتی را دارند. هری مردی سنت‌گرا و موقر به‌نظر می‌رسد، در حالی‌که گوئندولن زنی سبک‌سر و خیال‌باف است. بیلی و گوئندولن وارد رابطه‌ای عاشقانه می‌شوند، در حالی‌که ماریا با هری لاس می‌زند. پیترسون گمان می‌برد که خانوادهٔ چلم خود درصدد تصاحب اورانیوم هستند. اگرچه این حقیقت ندارد، گوئندولن با اغراق دربارهٔ شوهرش، این تصور را تقویت می‌کند.
بیلی و پیترسون تصمیم می‌گیرند به‌جای کشتی با هواپیما بروند، اما پس از خرابی خودرو، در حین هل دادن، ماشین از پرتگاه سقوط می‌کند و به اشتباه خبر مرگ آن‌ها منتشر می‌شود. راولو برای جبران سرمایهٔ از دست‌رفتهٔ پیترسون، نزد هری چلم می‌رود و نقشه‌شان را شرح می‌دهد. در همین لحظه، بیلی و پیترسون در کمال شگفتی همگان، سالم به هتل بازمی‌گردند و درست همان لحظه خدمه خبر آماده بودن کشتی را اعلام می‌کنند. در کشتی، هری فاش می‌کند که از نقشهٔ پیترسون آگاه است و قصد دارد ماجرا را به مقامات اطلاع دهد. پیترسون از سرگرد راس می‌خواهد که هری را بکشد، اما بیلی جلوی این سوءقصد را می‌گیرد. ناخدای مست کشتی، که حرف‌های هری را باور نمی‌کند، او را در محبس کشتی زندانی می‌کند.
پس از خرابی موتور کشتی، به مسافران دستور داده می‌شود با قایق نجات فرار کنند. بیلی که برای نجات هری بازمی‌گردد، درمی‌یابد که هری خود را آزاد کرده و از کشتی خارج شده و قصد دارد تا ساحل شنا کند. مسافران به ساحلی در آفریقا می‌رسند، جایی‌که توسط سربازان عرب دستگیر می‌شوند. آن‌ها توسط مقام عربی به نام احمد مورد بازجویی قرار می‌گیرند که گمان می‌برد آن‌ها جاسوس یا انقلابی هستند. بیلی با فرار از اتاق بازجویی حواس‌ها را پرت می‌کند و پس از دستگیری مجدد، با صحبت دربارهٔ ریتا هیورث که ادعا می‌کند او را می‌شناخته، دل احمد را به‌دست می‌آورد. بیلی احمد را قانع می‌کند که گروه را با قایق به ایتالیا بازگرداند.
پس از بازگشت به خاک ایتالیا، بازرس اسکاتلندیارد که در حال بررسی پروندهٔ قتل افسر بریتانیایی است، از آن‌ها بازجویی می‌کند. گوئندولن نقشهٔ پیترسون، مشارکت او در قتل و تلاش برای کشتن هری را فاش می‌کند. بازرس پیترسون، اوهارا، راس و راولو را بازداشت می‌کند. در حالی‌که این چهار تبهکار با دست‌بند برده می‌شوند، گوئندولن تلگرامی از آفریقای شرقی دریافت می‌کند که خبر از آن دارد هری زمینی را که تبهکاران قصد تصاحبش را داشتند، به‌دست آورده است. هری اکنون بسیار ثروتمند است و حاضر است گوئندولن را ببخشد. بیلی با خوشحالی می‌خندد و می‌گوید: «این پایان است، پایان!»

## بازیگران
- هامفری بوگارت در نقش بیلی دانریوتر
- جنیفر جونز در نقش خانم گوئندولن چلم
- جینا لولوبریجیدا در نقش ماریا دانریوتر
- رابرت مورلی در نقش پیترسون
- پیتر لوره در نقش جولیوس اوهارا
- ادوارد آندرداون در نقش هری چلم
- آیور بارنارد در نقش سرگرد جک راس
- مارکو تولی در نقش راولو
- مانوئل سرانو در نقش احمد
- برنارد لی در نقش بازرس جک کلیتون
- ماریو پرون در نقش خدمهٔ کشتی «اس‌اس نیانگا»
- جولیو دونینی در نقش مأمور اداری
- سارو اورزی در نقش ناخدای کشتی «اس‌اس نیانگا»
- خوان دِ لاندا در نقش رانندهٔ هیسپانو-سویزا
- آلدو سیلوانی در نقش شارل، صاحب رستوران
- الکس پوشه در نقش مدیر هتل (ذکر نشده در عنوان‌بندی)
- میمو پولی در نقش متصدی بار (ذکر نشده در عنوان‌بندی)

## تولید
در حین فیلم‌برداری شیطان را بران، هامفری بوگارت در یک تصادف رانندگی چند دندانش را از دست داد. پیتر سلرز، که هنوز شهرت بین‌المللی نیافته بود اما در تقلید صدا استعداد داشت، برای دوبلهٔ دیالوگ‌ها استخدام شد تا در زمانی‌که بوگارت در حال عادت به وضعیت جدید دهانش بود و نمی‌توانست واضح صحبت کند، به جای او صحبت کند.
بخش زیادی از فیلم در راولو، واقع در ارتفاعات ساحل آمالفی ایتالیا فیلم‌برداری شد. میدان مرکزی مقابل کلیسا و چند کافه اطراف آن در فیلم دیده می‌شوند. برخی صحنه‌ها نیز در آترانی نزدیک راولو فیلم‌برداری شدند، از جمله ناحیهٔ استخر هتل «کانوِنتو لونا».
استیون سوندهایم در این فیلم به‌عنوان کلاکتچی کار می‌کرد.

## بازخورد

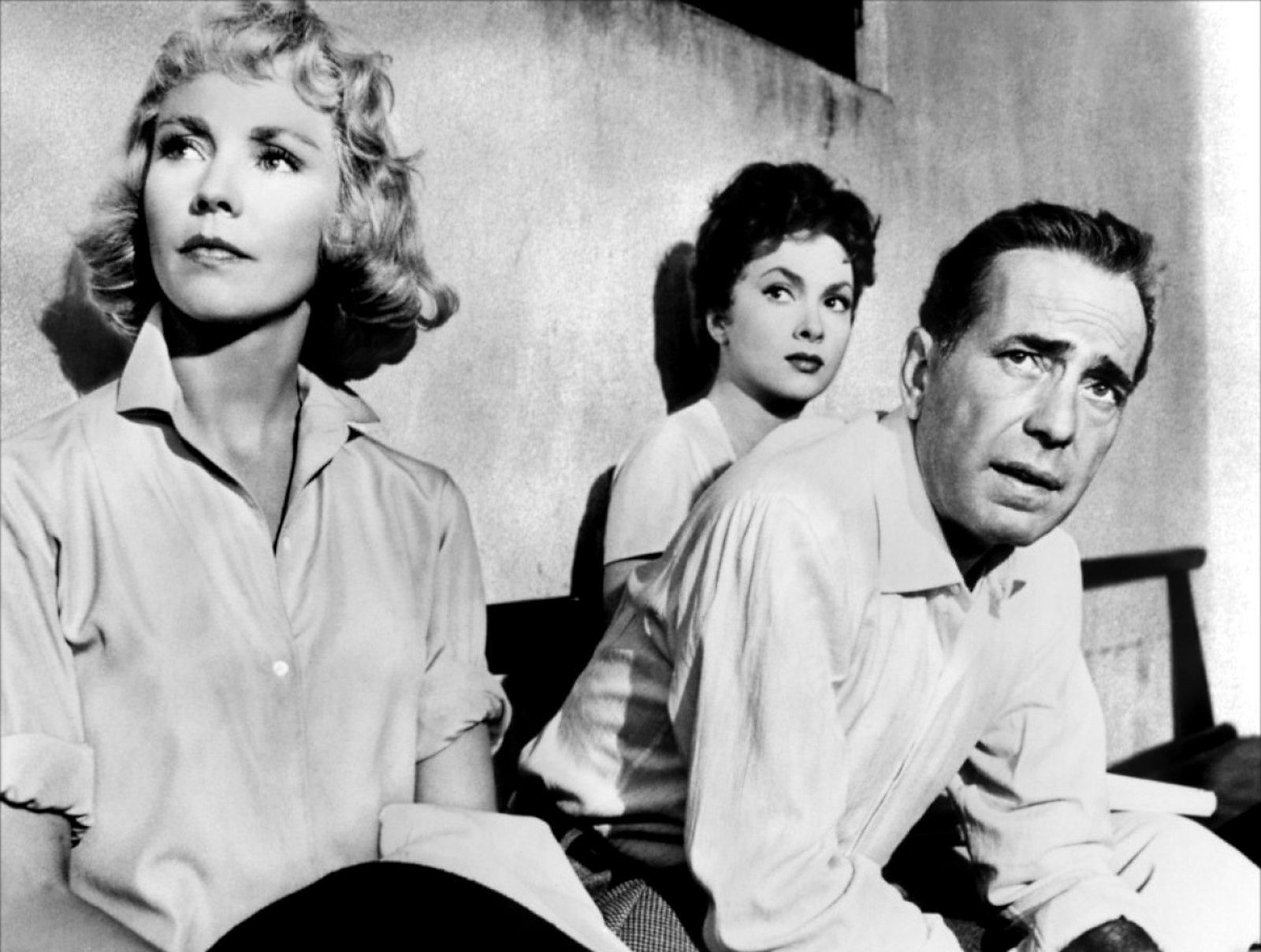
تصویری از فیلم با حضور جنیفر جونز، جینا لولوبریجیدا و هامفری بوگارت

پس از نمایش آزمایشی، چهار دقیقه از فیلم حذف شد و نسخهٔ نهایی با روایت صوتی بوگارت و ساختار بازگشت به گذشته تدوین شد.
در نقدی معاصر در نیویورک تایمز، منتقد هاوارد تامپسون شیطان را بران را «هجویه‌ای آگاهانه و گفت‌وگومحور» توصیف کرد که «عموماً از نیش و پویایی کتاب و ساختار دقیقش بی‌بهره است» و نوشت: «وقتی فیلم از قالب چاپی فاصله می‌گیرد و تزیینات براق هالیوودی را هم ندارد، شوخی‌ها زود رنگ می‌بازد… حتی وقتی بازیگران با کشتی در آستانهٔ نابودی روبه‌رو می‌شوند و ناگهان وسط شورش عربی می‌افتند، ماجرا همچنان طعنه‌آمیز و کش‌دار باقی می‌ماند.»
گزارش شده که هامفری بوگارت از این فیلم خوشش نمی‌آمد، شاید به این دلیل که بخش زیادی از سرمایه‌اش را برای آن هزینه کرده بود. راجر ایبرت که این فیلم را در فهرست «فیلم‌های بزرگ» خود گنجانده، آن را نخستین نمونهٔ سبک کمپ دانسته است. شیطان را بران برای سال‌ها در مالکیت عمومی قرار داشته، چرا که حق نشر آن هرگز تمدید نشد.
لن دیتون از این فیلم و «ترس و خنده‌های از ته دل» آن به‌عنوان الهام‌بخش خود در نوشتن پرونده ایپکرس یاد کرده است.

## نسخهٔ مرمت‌شدهٔ ۲۰۱۶
در اوت ۲۰۱۶، نسخهٔ کامل‌نشدهٔ فیلم شیطان را بران در سمپوزیوم فنی ریل تینگ به نمایش درآمد. این نسخه با وضوح ۴کی توسط سونی پیکچرز و با همکاری بنیاد فیلم و نظارت گروور کریسپ مرمت شد. پنج تفاوت عمده میان نسخهٔ اصلی و نسخهٔ مرمت‌شده توسط گری تیتزل برای سایت DVD Savant گزارش شد. در این نسخه چهار دقیقه به فیلم اضافه شده و مدت زمان کلی آن به ۹۳ یا ۹۴ دقیقه رسیده است. برخلاف نسخهٔ اصلی، حقوق این بازسازی تحت مالکیت شرکت زیرمجموعهٔ کلمبیا پیکچرز ثبت شده است.